# هيلدا ليفي
هيلدا ليفي (بالألمانية: Hilde Levi)‏ (9 أيار1909- 26 تموز 2003) فيزيائية ألمانية دانماركية رائدة في استخدام النظائر المشعة في علم الأحياء والطب ولا سيما تقنيات التأريخ بالكربون المشع والإشعاع الذاتي وفي وقت لاحق أصبحت مؤرخة علمية ونشرت سيرة ذاتية لجورج دي هيفسي.
ولدت في عائلة يهودية غير متدينة في فرانكفورت، ألمانيا. دخلت ليفي جامعة ميونيخ عام 1929، أجرت دراسات الدكتوراه في معهد كايزر ويلهام للكيمياء الفيزيائية والكيمياء الكهربائية في برلين داهليم، كتبت أطروحتها عن أطياف هاليدات المعادن القلوية تحت إشراف بيتر برينسهايم وفريتز هيبر . في الوقت الذي أتمت فيه رسالتها عام 1934 كان قد أُنتخب الحزب النازي للحكومة في ألمانيا ولم يعد يسمح لليهود بتقلد مناصب أكاديمية، ذهبت ليفي إلى الدانمارك حيث وجدت منصب لها في معهد نيلز بور للفيزياء النظرية في جامعة كوبنهاغن، بالعمل مع جيمس فرانك وجورج دي هيفسي نشرت عدد من الأوراق عن استخدام العناصر المشعة في علم الأحياء.
عندما بدأ الحزب النازي بجمع اليهود في الدنمارك في أيلول عام 1943 هربت ليفي إلى السويد حيث عملت لعالم الأحياء جون رانستورم في معهد وينر غرين للعلوم التجريبية في ستوكهولم، بعد انتهاء الحرب عادت إلى الدانمارك للعمل في مختبر علم الحيوان في كوبنهاغن.
أمضت ليفي العام الدراسي 1947-1948 في الولايات المتحدة الأمريكية وتعلمت عن التقنيات المكتشفة الحديثة في التأريخ بالكربون المشع والإشعاع الذاتي وهذه التقنيات قدمتها إلى أوروبا. تقاعدت عن العمل في مخبر علم الحيوان عام 1979 ولكنها أصبحت مشاركة في أرشيف نيلز بور حيث جمعت أوراق دي هيفسي وفي النهاية نشرت سيرته الذاتية.

## حياتها
ولدت هيلدا في مدينة فرانكفورت، ألمانيا في 9 أيار 1909، والدها أدولف ليفي الذي كان يعمل كمدير مبيعات لشركة معادن وزوجته كلارا (ني ريس) ابنة عامل الطباعة. كان لدى هيلدا أخ أكبر منها سناً اسمه ايدوين. كانت هيلدا موسيقية موهوبة تعلمت العزف على البيانو في سن مبكرة، خلال الصيف كانت تستمع إلى عروض لموسيقيين من ضمنهم إليزابيث شومان وريتشارد ستراس في منزل الصيف لأبناء عمها في بافاريا.
على الرغم من أن عائلة ليفي يهودية لم تمارس دينها ولم تكن جزءاً من المجتمع اليهودي ولكنها عندما التحقت بمدرسة فيكتوريا (الآن مدرسة بيتينا) في فرانكفورت، تم تسجيل دينها كيهودية.
التعليم الديني كان إلزامياً لذلك كان عليها حضور الصفوف مع حاخام محلي، سرعان ما تمردت ضد هذا وأخبرت والديها أنها لا تود حضور هذه الصفوف. جاءت لترفض الدين الرسمي.
أثناء المدرسة الثانوية قررت ليفي أن تصبح عالمة، كرّست عامها الأخير لمشروع فيزيائي عن الأطياف والتصوير الفوتوغرافي والذي أصبح مؤهلها العلمي من المدرسة العلمية العليا، كانت الفتاة الوحيدة في صفها التي تخصصت في الفيزياء تلك السنة. بعد تخرجها في نيسان 1928 أرسلها والدها إلى إنجلترا لمدة ستة أشهر لتتعلم الإنكليزية، دخلت جامعة ميونخ عام 1929 حيث استمعت إلى محاضرات أرنولد سومرفيلد، من أجل الدكتوراه تم قبولها في معهد كايزر ويلهام للكيمياء الفيزيائية والكيمياء الكهربائية في برلين داهليم حيث كتبت أطروحتها أطياف هاليدات المعادن القلوية تحت إشراف بيتر برينسهايم وفريتز هيبر.

## الفترة النازية
في الوقت الذي استلمت فيه ليفي الدكتوراه عام 1934 كان الحزب النازي قد أُنتخب للحكومة في ألمانيا، ذهب المشرفون عليها إلى المنفى ولم يعد يمسح لليهود بشغل المناصب الأكاديمية، ساعد الفرع الدانماركي للاتحاد الدولي لنساء الجامعة ليفي بإيجاد منصب في معهد نيلز بور للفيزياء النظرية في جامعة كوبنهاغن في الدانمارك. سأل نيلز بور جيمس فرانك، والذي كان هو الآخر لاجئ من ألمانيا، عن ما إذا كان يعرف ليفي ولديه رغبة بأن تكون ليفي مساعدته . كان رد فرانك أنه لا يعرفها شخصياً ولكن عرف أطروحتها وقيمها تقييم عالي.
تمت خطبتها على الفيزيائي هانس بيث عام 1934 وكان كلاهما يعرفان بعضهما منذ عام 1925 ، على أية حال بالرغم من أن أمه كانت يهودية فقد كانت معترضة على خطبة ابنها من فتاة يهودية لذلك قام بفسخ الخطبة قبل الزفاف بأيام قليلة، فعل بيث صدم كل من فرانك وبور، على الرغم من أن بيث فيزيائي مرموق لم تتم دعوته لزيارة معهد نيلز بور بعد الحرب العالمية الثانية .لم تتزوج ليفي مطلقاً، لكنها كونت صداقات مع العديد من الفيزيائيين الذين زاروا المعهد بالفعل من ضمنهم اوتو فريش وجورج بلازك ورودولف بيرلس وليون روزنفيلد وإدوارد تيلر وفيكتور وايسكوف.
عملت ليفي كمساعدة لفرانك ونشرت ورقتين معه عن الإصدار الضيائي للكلوروفيل حتى غادر الدانمارك إلى الولايات المتحدة الأمريكية عام 1935، ثم أصبحت مساعدة لفيزيائي كيميائي هنغاري اسمه جورج دي هيفسي، فتح الاكتشاف الحديث للنشاط الإشعاعي المستحث وما يترتب على ذلك من خلق نظائر مشعة قصيرة الأجل عدد من الاستخدامات الجديدة للمواد المشعة في علم الأحياء والتي استكشفتها مع دي هيفسي ونشرت عدد من الأوراق معه . ألغت جامعة برلين دكتوراه ليفي عام 1938 .
في نيسان عام 1940 احتل الألمان الدانمارك، عندما بدأ الحزب النازي بتجميع يهود الدانمارك في أيلول 1943، كانت ليفي واحدة من آلاف اليهود الذين هربوا إلى السويد ولبقية الحرب عملت لصالح عالم الأحياء جون رانستورم في معهد وينر غرين للعلوم التجريبية في ستوكهولم.

## حياتها في وقت لاحق
عندما انتهت الحرب اختار دي هيفسي البقاء في السويد وقرر بور التخلي عن البحث البيولوجي في المعهد وعاد للتركيز على الفيزياء، ليفي قبلت منصب في مخبر علم الحيوان في كوبنهاغن تحت إشراف أوغست كروغ والذي كان يشبه بور وفاز بجائزة نوبل.
أمضت العام الدراسي 1947-1948 في الولايات المتحدة كزميلة في الرابطة الأمريكية لنساء الجامعة، أثناء تواجدها هناك تعلمت من ويلارد ليبي في جامعة شيكاغو تقنيته المكتشفة مؤخراً عن التأريخ بالكربون المشع، طورت تقنية جديدة في تصوير الإشعاع الذاتي بينما كانت تعمل في لجنة الطاقة الذرية الأمريكية في جامعة روتشستر في روتشستر نيويورك.
عند عودتها إلى الدانمارك عملت مع متحف عالمي في الدانمارك في كوبنهاغن لتطوير معدات التأريخ بالكربون المشع تم وضع هذا تحت الاختبار عام 1951 لتقدير عمر (تأريخ) رجل غراوبال.
استخدم معهد فينسين تصوير الإشعاع الذاتي للتحقيق في عامل التداخل الإشعاعي، كانت ليفي مستشاراً في المجلس الوطني الدانماركي للصحة من عام 1952 وحتى عام 1970.
تقاعدت ليفي من مخبر علم الحيوان عام 1979 ولكنها أصبحت مشاركة في أرشيف نيلز بور حيث جمعت أوراق دي هيفسي. نتيجة ذلك العمل كان سيرة ذاتية لهيفسي والتي نشرت عام 1985 ، تلك السنة نظمت ليفي معرض الذكرى المئوية لنيلز بور في قاعة بلدية كوبنهاغن.
في عام 2001 كرّمت من قبل جامعة هومبولت في برلين جنباً إلى جنب مع الطلاب الذين نبذوا عام 1933 ، ماتت في كوبنهاغن في 26 تموز عام 2003. 